# Thomas Weiß (Fußballspieler, 1970)
Thomas Weiß (* 17. August 1970 in Halle (Saale)) ist ein ehemaliger deutscher Fußballtorwart.

## Sportliche Laufbahn

### Vereinskarriere
Im Vorwendesommer 1989 rückte der 1,86 Meter große, gebürtige Hallenser aus dem Juniorenbereich beim HFC Chemie neben Jens Adler und Karsten Härtel zum dritten Torwart in den Oberligakader der Männer auf. Bis zum Ende der höchsten Spielklasse des DDR-Fußballs wurde er beim HFC in der 1. Mannschaft nicht in Punktspielen eingesetzt. Mit Beginn des Ost und West wiedervereinigenden Ligafußballs im Sommer 1991 konnte er sich einen Profivertrag beim inzwischen als Hallescher FC firmierenden Verein seiner Heimatstadt sichern, kam aber auch in der Premierensaison der gesamtdeutschen 2. Bundesliga in der ersten Elf des Clubs nicht zum Zuge.

### Auswahleinsätze
Bei der Junioren-WM 1989 gehörte er zum Kader der U-20 der DDR von Trainer Lothar Priebe. Beim Vorrundenaus der DFV-Auswahl wurden in allen drei Spielen jedoch Frank Schulze (SG Dynamo Dresden) im Tor der Ostdeutschen eingesetzt. Bei der U-18-EM 1988 hatte sich noch Heiko Jobst (FC Carl Zeiss Jena) hinter Stammtorhüter Schulze die Position des zweiten Torwarts im DDR-Aufgebot, das die Bronzemedaille errang, erkämpft.